# Symfonisk dikt
Symfonisk dikt eller tondikt är en genre inom programmusiken. Det är ett verk för symfoniorkester - vanligen, men inte alltid, i en sats -, som tonsättaren har gett ett utommusikaliskt innehåll genom titeln, ett motto eller dylikt. Det utommusikaliska innehåll som verket anspelar på kan till exempel vara en historisk händelse, en litterär text, en geografisk ort eller ett fiktivt skeende. Termen symfonisk dikt präglades av Franz Liszt som genrebeteckning för det egna orkesterverket Tasso (1854). Förebilder fanns bland annat hos Hector Berlioz (Symphonie Fantastique) och Felix Mendelssohn-Bartholdy (uvertyren Hebriderna). Richard Strauss, som skrev flera stora verk i genren, föredrog beteckningen tondikt. 
Den symfoniska dikten är som genre starkt bunden till romantiken. I och med modernismens intåg i början av 1900-talet har intresset bland tonsättare för den symfoniska dikten som uttrycksmedel falnat.

## Några symfoniska dikter
- Hugo Alfvén: En skärgårdssägen
- Claude Debussy: Prélude à l'après-midi d'un faune (Förspel till en fauns eftermiddag)
- Paul Dukas: L'Apprenti sorcier (Trollkarlens lärling)
- George Gershwin: An American in Paris
- Percy Grainger: Train Music
- Augusta Holmès: Irlande
- Augusta Holmès: Pologne
- Arthur Honegger: Pacific 231
- Franz Liszt: Mazeppa
- Franz Liszt: Tasso
- Franz Liszt: Hamlet
- Modest Musorgskij: Tavlor på en utställning
- Modest Musorgskij: En natt på Blåkulla
- Ottorino Respighi: Roms fontäner
- Camille Saint-Saëns: Danse macabre
- Jean Sibelius: Finlandia
- Jean Sibelius: Tapiola
- Jean Sibelius: Tuonelas svan
- Bedrich Smetana: Ma vlast (Mitt fosterland)
- Richard Strauss: Aus Italien
- Richard Strauss: Eine Alpensinfonie
- Richard Strauss: Ein Heldenleben
- Richard Strauss: Don Juan
- Richard Strauss: Don Quixote
- Richard Strauss: Macbeth
- Richard Strauss: Tod und Verklärung
- Richard Strauss: Till Eulenspiegels lustige Streiche
- Richard Strauss: Also sprach Zarathustra
- Pjotr Tjajkovskij: 1812